# Sông Prachin Buri
Sông Prachin Buri (tiếng Thái: แม่น้ำปราจีนบุรี) là một con sông bắt đầu tại hợp lưu của các con sông Phra Prong, Hanuman và Prachantakham ở Amphoe Kabin Buri, tỉnh Prachin Buri. Sông Prachin Buri chảy qua các huyện Si Maha Phot, Mueang Prachinburi và Ban Sang.
Sông này nhập vào sông Nakhon Nayok để trở thành sông Bang Pa Kong tại giáp giới của huyện Ban Sang và huyện Bang Nam Priao, tỉnh Chachoengsao.